# Marian Zieliński (generał)
Marian Zieliński (ur. 21 listopada 1926 w Poznaniu, zm. 10 października 1977 w Wilczkowie) – generał brygady LWP.

## Życiorys
Syn Józefa (1901–1996), powstańca wielkopolskiego i woźnego uniwersytetu, i Cecylii z Zielińskich (1899–1985). Do 1939 uczył się w szkole podstawowej, od 1942 uczeń tokarski i tokarz w firmie „Arfa” w Poznaniu. W dniach 23–24 lutego 1945 brał jako ochotnik udział w szturmie na cytadelę podczas walk o miasto. W 1945 krótko służył jako milicjant w ochronie Uniwersytetu im. Adama Mickiewicza, a od maja do września 1945 uzupełniał wykształcenie w Państwowym Gimnazjum Koedukacyjnym w Poznaniu. Od 1 września 1945 służył w ludowym WP i był słuchaczem (do września 1946) Centralnej Szkoły Oficerów Polityczno-Wychowawczych w Łodzi, po ukończeniu której został we wrześniu 1946 zastępcą dowódcy baterii artylerii do spraw polityczno-wychowawczych w 13 Pułku Piechoty 5 Dywizji Piechoty w Sulęcinie (w stopniu podporucznika). Od listopada 1946 był zastępcą  dowódcy dywizjonu artylerii ds. polityczno-wychowawczych w 15 Pułku Piechoty w tej samej dywizji. Od kwietnia 1947 był instruktorem propagandy pułku, a od listopada 1947 wykładowcą pułku. W marcu 1948 objął stanowisko starszego instruktora pracy z ludnością cywilną w Zarządzie Polityczno-Wychowawczym Dowództwa Okręgu Wojskowego nr III w Poznaniu, od kwietnia 1948 wykładowcy wydziału pracy wśród oficerów w tym Zarządzie.  Od kwietnia 1949 był instruktorem wydziału polityczno-wychowawczego Akademii Sztabu Generalnego WP w Rembertowie. Od października 1950 do listopada 1956 studiował w Wojskowej Akademii Politycznej im. W. I. Lenina w Moskwie (ukończył ją ze złotym medalem). Po powrocie do kraju w listopadzie 1956 został  szefem wydziału politycznego Oficerskiej Szkoły Wojsk Pancernych w Poznaniu. W 1959 zdał maturę, a w latach 1959–1963 studiował eksternistycznie na Wydziale Historycznym Wojskowej Akademii Politycznej w Warszawie, uzyskując tam dyplom magistra historii. Od lipca 1960 zastępca szefa, a od grudnia 1962 szef Oddziału I organów partyjno-politycznych w Zarządzie I Organizacyjnym Głównego Zarządu Politycznego WP. W 1963 został zastępcą szefa Zarządu I Organizacyjnego GZP WP. Od lutego 1964 do stycznia 1969 zastępca dowódcy Pomorskiego Okręgu Wojskowego w Bydgoszczy ds. politycznych. 9 października 1968 uchwałą Rady Państwa PRL mianowany generałem brygady; nominację wręczył mu 12 października 1968 w Belwederze przewodniczący Rady Państwa PRL Marian Spychalski. Od stycznia 1969 do kwietnia 1972 zastępca dowódcy Wojsk Lotniczych ds. politycznych – szef Zarządu Politycznego Wojsk Lotniczych w Poznaniu. Od lipca 1972 do marca 1973 zastępca komendanta Akademii Sztabu Generalnego WP ds. politycznych, następnie od marca 1973 zastępca dowódcy Śląskiego Okręgu Wojskowego we Wrocławiu ds. politycznych - szef Zarządu Politycznego ŚOW. Od lutego do kwietnia 1975 przebywał na Kursie Operacyjno-Strategicznym Wojskowej Akademii Sztabu Generalnego Sił Zbrojnych ZSRR im. K. J. Woroszyłowa w Moskwie. Delegat na VII Zjazd PZPR (grudzień 1975), na którym został członkiem Centralnej Komisji Rewizyjnej PZPR.

## Śmierć
Dnia 10 października 1977 roku gen. dyw. Henryk Rapacewicz, dowódca Śląskiego Okręgu Wojskowego i generał Zieliński przebywali w miejscowości Słońsk na uroczystości nadania szkole imienia marsz. Konstantego Rokossowskiego. W czasie powrotu do Wrocławia ulegli wypadkowi samochodowemu w Wilczkowie. Zdarzenie skończyło się śmiercią Zielińskiego. Nie podano do publicznej wiadomości jak doszło do wypadku, ani kto go spowodował. Podano tylko, że Generał Rapacewicz został poważnie ranny, a generał Zieliński zginął na miejscu. 3 dni później Zieliński został pochowany na Cmentarzu Osobowickim we Wrocławiu (kwatera 42 w Alei Zasłużonych) z udziałem ministra obrony narodowej gen. armii Wojciecha Jaruzelskiego, który udekorował trumnę zmarłego przyznanym mu pośmiertnie Orderem Sztandaru Pracy I klasy. W imieniu kierownictwa MON zmarłego pożegnał I zastępca szefa Głównego Zarządu Politycznego gen. dyw. Józef Baryła, a w imieniu żołnierzy Śląskiego Okręgu Wojskowego zastępca dowódcy okręgu do spraw liniowych gen. dyw. Zbigniew Ohanowicz.

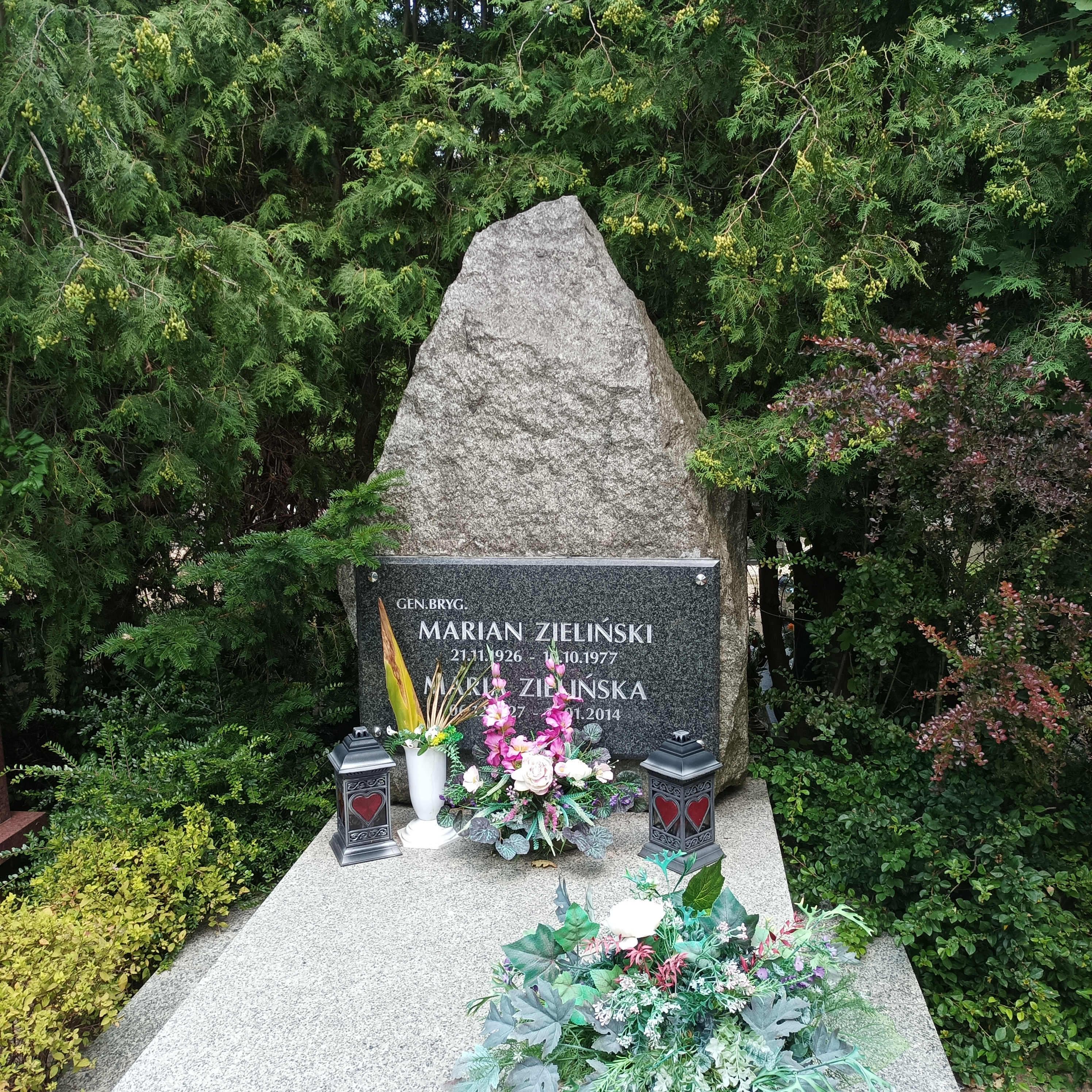
Grób gen. Mariana Zielińskiego na Cmentarzu Osobowickim

## Awanse
W trakcie wieloletniej służby w ludowym Wojsku Polskim otrzymywał awanse na kolejne stopnie wojskowe:
- podporucznik – 1946
- porucznik – 1948
- kapitan – 1950
- major – 1954
- podpułkownik – 1956
- pułkownik – 1961
- generał brygady – 1968

## Życie prywatne
Mieszkał w Poznaniu, a następnie we Wrocławiu. Od 1947 był żonaty z Marią Zielińską z domu Sołtysiak (1927-2014). Małżeństwo miało dwie córki. Pasjonował się metaloplastyką, z jego inicjatywy powstała pracowania metaloplastyki Śląskiego Okręgu Wojskowego we Wrocławiu.

## Odznaczenia
- Order Sztandaru Pracy I klasy (1977)
- Krzyż Komandorski Orderu Odrodzenia Polski (1973)[4]
- Krzyż Oficerski Orderu Odrodzenia Polski (1963)
- Złoty Krzyż Zasługi (1958)
- Srebrny Krzyż Zasługi (1949)
- Medal 10-lecia Polski Ludowej (1954)
- Medal 30-lecia Polski Ludowej (1974)
- Medal Komisji Edukacji Narodowej (1975)[5]
- Odznaka honorowa "Za zasługi w rozwoju województwa koszalińskiego" (1968)[6]
- Odznaka „Zasłużony Działacz SZMW”
- Złote odznaczenie im. Janka Krasickiego (1968)[7]
- Order Wojny Ojczyźnianej I stopnia (ZSRR) (1968)
- Order Sławy (ZSRR) (1973)

I inne.